# Pseuderemias
Pseuderemias é um género de répteis escamados pertencente à família Lacertidae.

## Espécies
- Pseuderemias brenneri
- Pseuderemias erythrosticta
- Pseuderemias mucronata
- Pseuderemias savagei
- Pseuderemias septemstriata
- Pseuderemias smithii
- Pseuderemias striatus